# Daventry
Daventry és un poble del districte de Daventry, Northamptonshire, Anglaterra. Té una població de 24.913 habitants i districte de 81.316. Al Domesday Book (1086) està escrit amb la forma Daventrei.